# مروارید کریمی
مروارید کریمی (۲۵ سپتامبر ۱۹۷۱ – ۲۱ مه ۲۰۱۶) پژوهشگر و پزشک بالینی ایرانی-آمریکایی بود. او استادیار عصب‌شناسی در اختلالات حرکتی دانشکده پزشکی دانشگاه واشینگتن در سنت لوئیس، میزوری، آمریکا بود. پژوهش‌های او بر روی تصویربرداری عصبی از پاتوفیزیولوژی اختلالات حرکتی از جمله بیماری پارکینسون و دیستونی متمرکز بود.